# Olympische Jugend-Sommerspiele 2010/Teilnehmer (Malawi)
| Gelbes Symbol für Goldmedaillen mit stilisierten Olympischen Ringen | Graues Symbol für Silbermedaillen mit stilisierten Olympischen Ringen | Braundes Symbol für Bronzemedaillen mit stilisierten Olympischen Ringen |
| ------------------------------------------------------------------- | --------------------------------------------------------------------- | ----------------------------------------------------------------------- |
| —                                                                   | —                                                                     | —                                                                       |

Die Jugend-Olympiamannschaft aus Malawi für die I. Olympischen Jugend-Sommerspiele vom 14. bis 26. August 2010 in Singapur bestand aus drei Athleten.

## Athleten nach Sportarten

### Leichtathletik
Jungen
- Golden Gunde
400 m: 14. Platz

### Schwimmen
Mädchen
- Zahra Pinto
50 m Freistil: 50. Platz

### Tischtennis
Jungen
- Patrick Massah
Einzel: 29. Platz
Mixed: 21. Platz (mit Letizia Giardi  San Marino)